# 눈떠보니 ○○○
눈떠보니 ○○○은 ENA에서 방송했던 예능 프로그램이었다.